# Кастріоті (футбольний клуб)
«Кастріоті» (алб. Kastrioti) — албанський футбольний клуб з міста Круя, який виступає у Суперлізі Албанії. Домашні матчі проводить на стадіоні «Кастріоті», що вміщає 8000 глядачів.

## Історія
Заснований 1926 року під ім'ям «Кастріоті Круя», потім на деякий час був розпущений, і знову відтворений у 1949 році під ім'ям «Круя». 1951 року клуб був перейменований в «Пуна Круя», а 1958 року отримав сучасну назву «Кастріоті». У 1990 році клуб вперше в історії вийшов до Суперліги Албанії. Кращим результатом клубу у Суперлізі стало 5-те місце в сезоні 2011/12.